# Plaque d'identification (locomotive)
Une locomotive peut être identifiée par un simple numéro correspondant à sa classification, ou par une immatriculation composée d'une succession de chiffres et de lettres, matérialisée à l'origine par des plaques métalliques, et maintenant remplacée par des marquages peints.

## Locomotives à vapeur SNCF
Pour l'immatriculation de son parc de locomotives à vapeur, la SNCF adopta le système qui était en vigueur à la Compagnie du chemin de fer Paris-Lyon-Méditerranée,  consistant à noter le nombre d'essieux porteurs et moteurs, depuis l'avant et vers l'arrière de la locomotive, suivi d'une lettre de classification et du numéro d'ordre dans la série. 
Pour les locomotives-tenders, la lettre de classification était systématiquement précédée de la lettre T (comme tender) au contraire du PLM où celle-ci était à la suite de la lettre de classification. Les lettres I, O, V , W, n'ont jamais été utilisées pour l'immatriculation des locomotives à vapeur de la SNCF.
La lettre A désignant les séries les plus anciennes, la lettre B une série un peu moins ancienne, etc ... Chaque région pouvant ainsi avoir par exemple des 040 A ou des 130 A.
Les tenders des locomotives étaient immatriculés selon le même principe, mais c'était la capacité d'eau, exprimée en mètres cubes qui figurait à la place de la disposition d'essieux.

## Description
Ainsi, pour les locomotives à vapeur dites unifiées (classes P, Q, R, S et U), la SNCF adopta comme modèle de plaque d'identification, celui qui était utilisé à la Compagnie du chemin de fer Paris-Lyon-Méditerranée. Ces nouvelles plaques ont été fabriquées en grandes parties en réutilisant les cadres en laiton des anciennes plaques PLM qui étaient composées de deux éléments, seule la partie centrale comportant la nouvelle numérotation SNCF était de fabrication neuve. 
Après l'épuisement des stocks des cadres, elles furent coulées en une seule pièce de fonderie, soit  en aluminium soit en zamak. Elles avaient pour dimensions 560 x 370 mm, leurs angles étaient arrondis et elles étaient surmontées d'une fenêtre supérieure dans laquelle était glissée une petite plaque portant le nom du dépôt d'affectation.
Pour les séries de locomotives héritées des anciens réseaux et classées des lettres A à L, les locomotives d'origine allemande classes X et Y ainsi que les 030 TU et la 232 U 1,  un modèle de plaque simplifié  fut adopté. 
Coulées en zamak, ces plaques étaient de dimensions plus petites: 485 x 290 mm et à angles vifs. Elles furent les plus répandues. Néanmoins la région Ouest de la SNCF équipa une partie de ses locomotives ex-Compagnie des chemins de fer de l'État avec des plaques unifiées type PLM, en zamak moulé. Sur ces plaques l'inscription SNCF était précédée de l'indicatif de la région Ouest, le chiffre 3.
Les locomotives 141 R arrivèrent des États-Unis équipées de plaques assez proches du modèle unifié, coulées en fonte pour les toutes premières, puis en bronze d'un poids de 15 kg pièce ! Les plaques de leurs tenders 30 R étaient démunies de fenêtres d'affectation.
La façon dont elles étaient peintes, n'obéissait pas à une réglementation bien définie. mais dépendait des ateliers où les locomotives passaient en révisions et les différents dépôts où elles étaient affectées. La version la plus courante voyait les inscriptions peintes en blanc sur fond rouge, mais il y avait aussi du jaune sur fond vert ou sur fond rouge avec l'extérieur du cadre en vert ou noir comme la locomotive. Le dépôt du Mans avait la particularité de peindre le fond des plaques unifiées en bleu !
Ces plaques étaient fixées sur les côtés des abris des locomotives et sur l'avant des flancs des tenders. À partir de la fin des années soixante, face à la curiosité grandissante que suscitait la traction vapeur, la SNCF fit alors démonter les plaques des locomotives au fur et à mesure de leurs réformes, et centralisa leurs reventes pour les collectionneurs.

## Galerie d'images

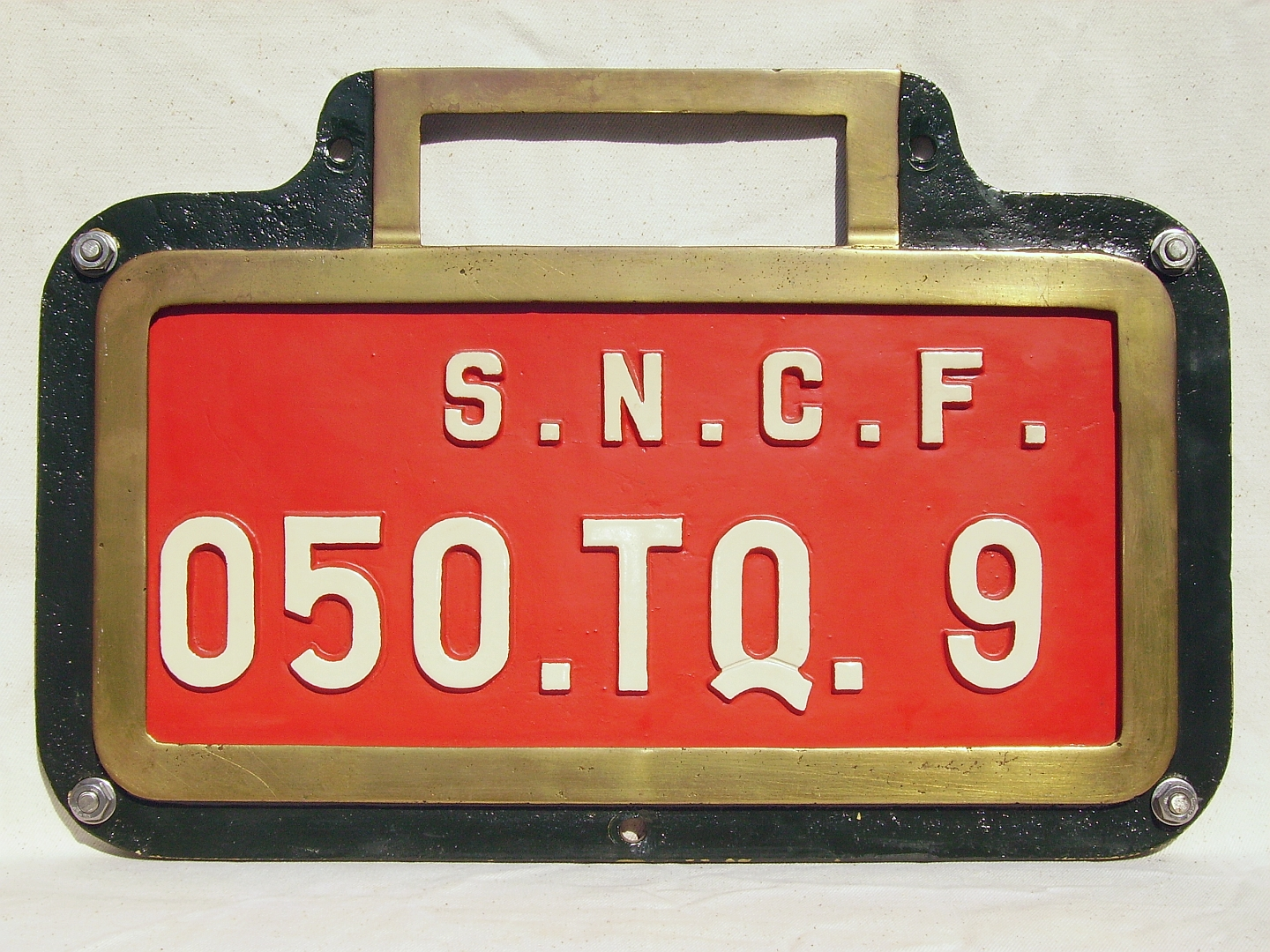
Plaque unifiée de 050 TQ, le cadre en laiton est d'origine PLM.
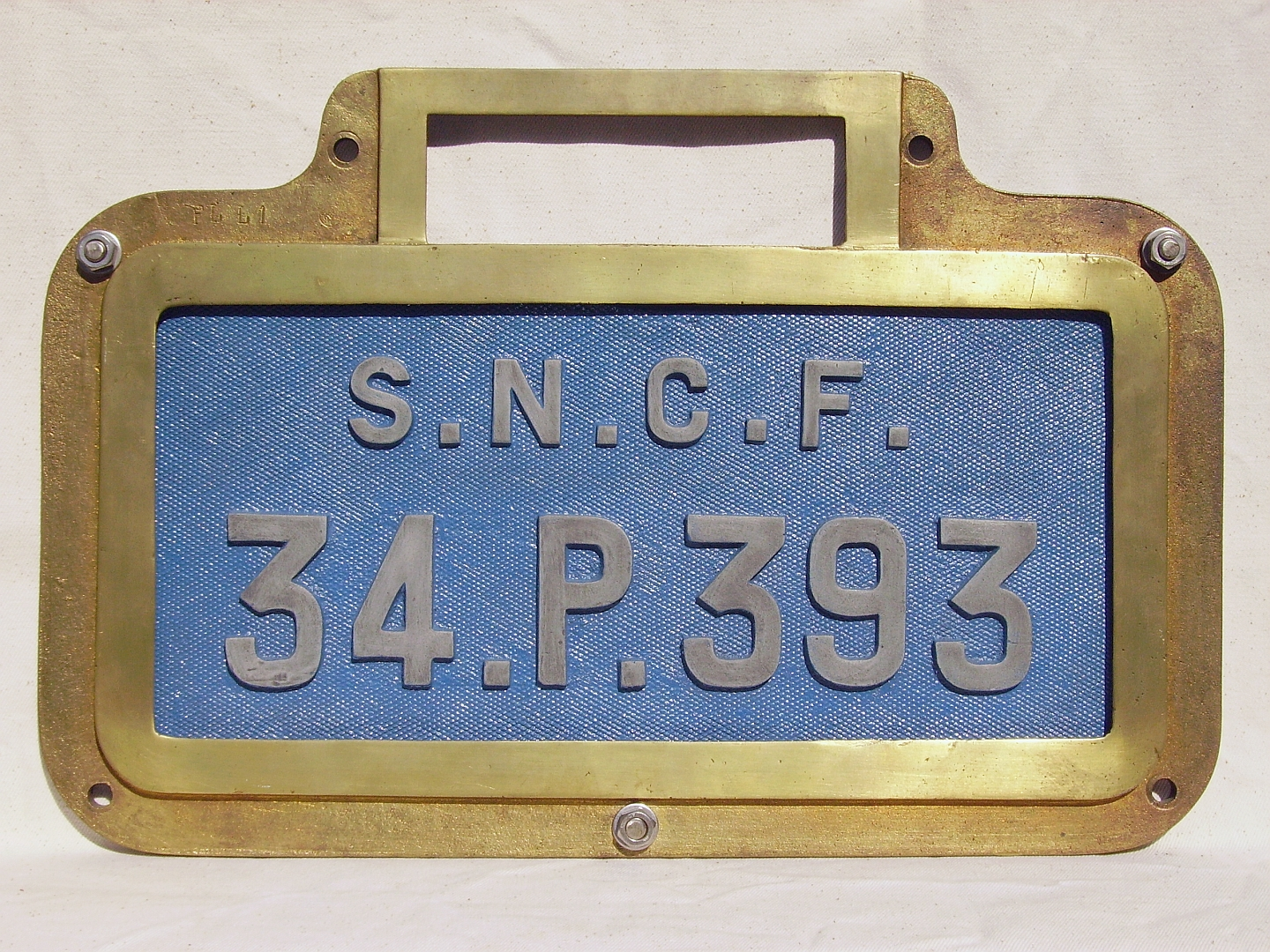
Plaque unifiée de tender 34 P, la partie centrale est en zamak.
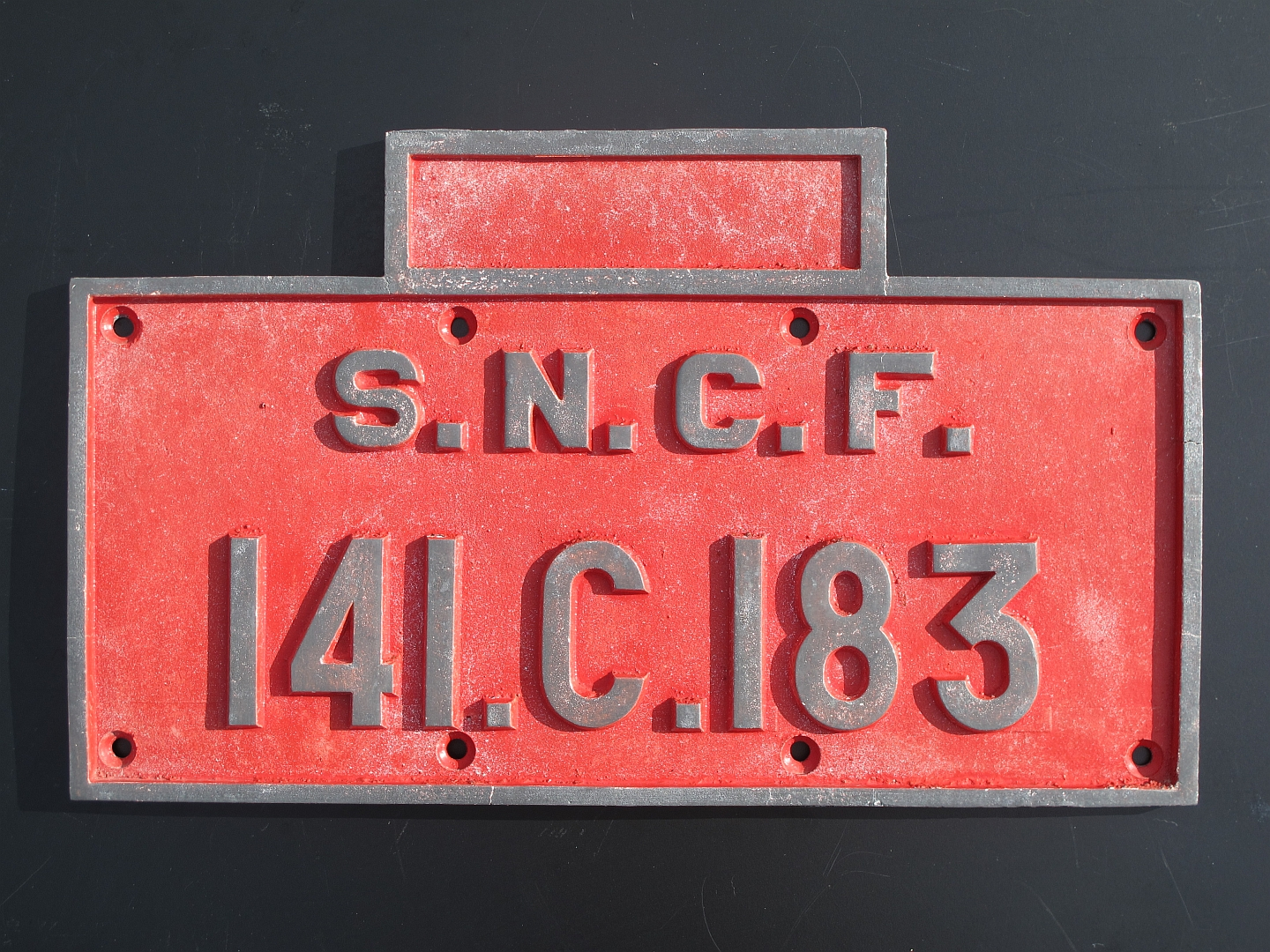
Plaque simplifiée de 141 C, ce modèle équipa les locomotives héritées des anciens réseaux.
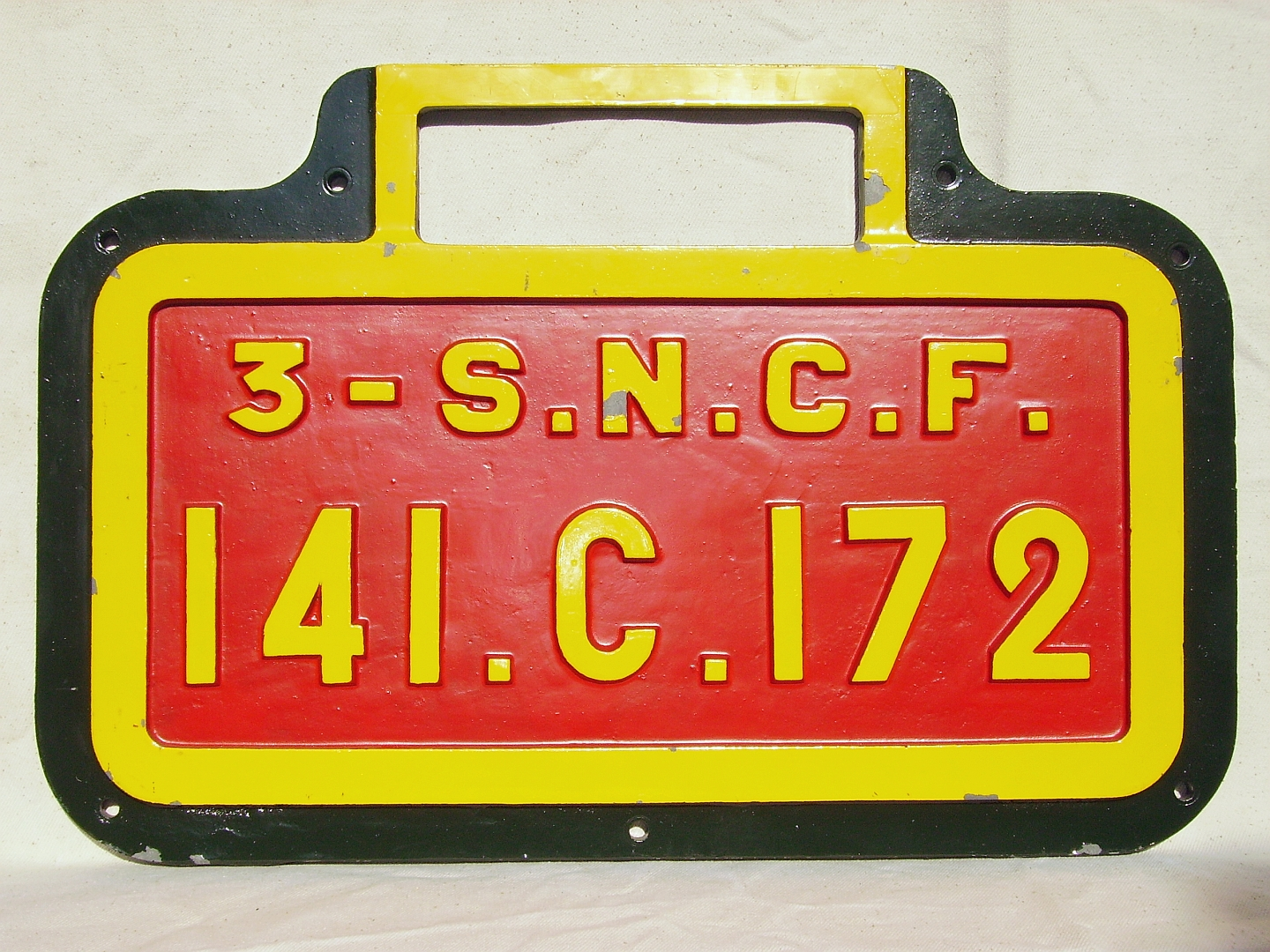
La région Ouest de la SNCF équipa une partie de ses locomotives ex-État de plaques unifiées.
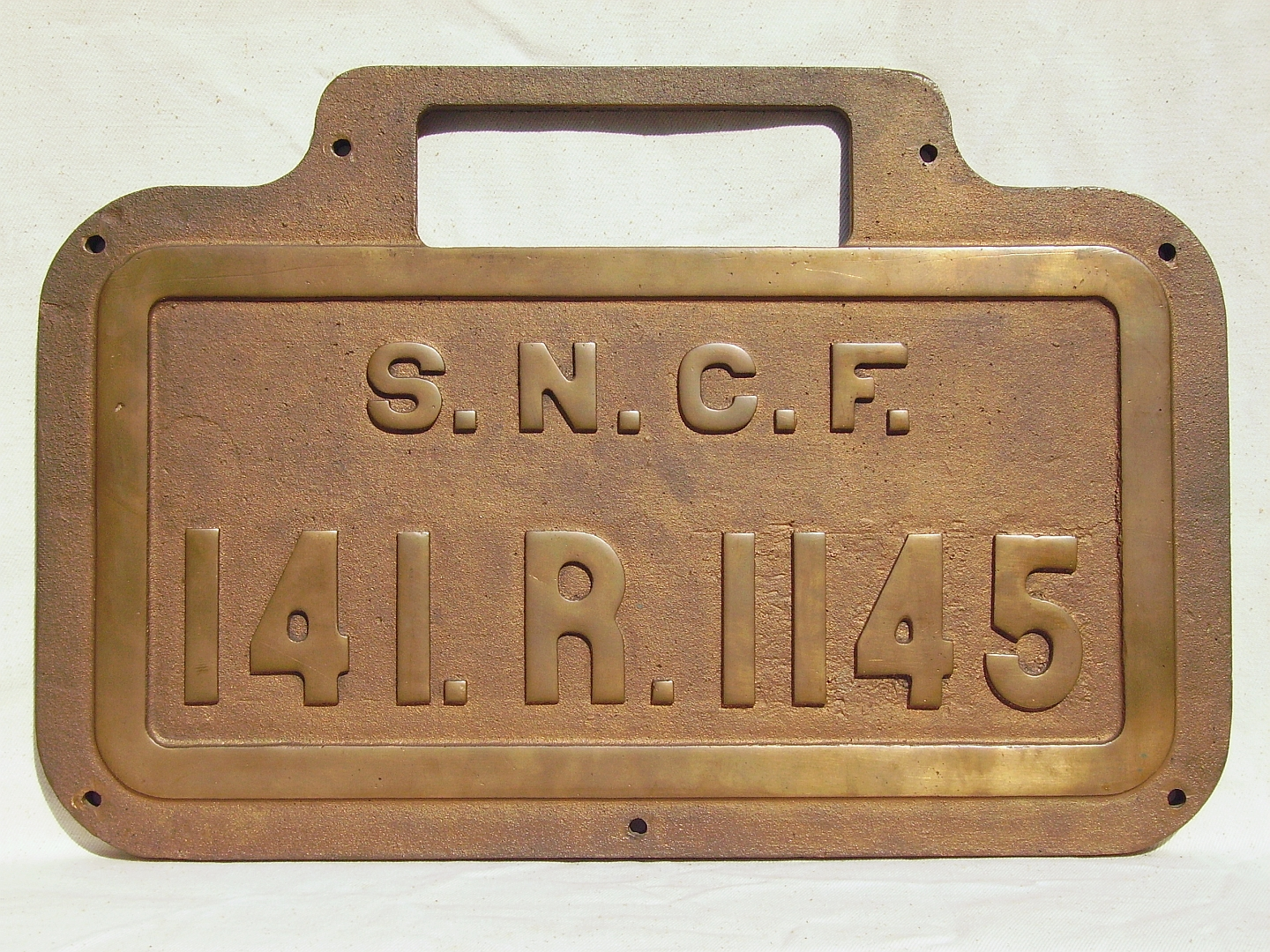
Plaque de 141 R, inspirée du modèle unifié et entièrement en bronze.
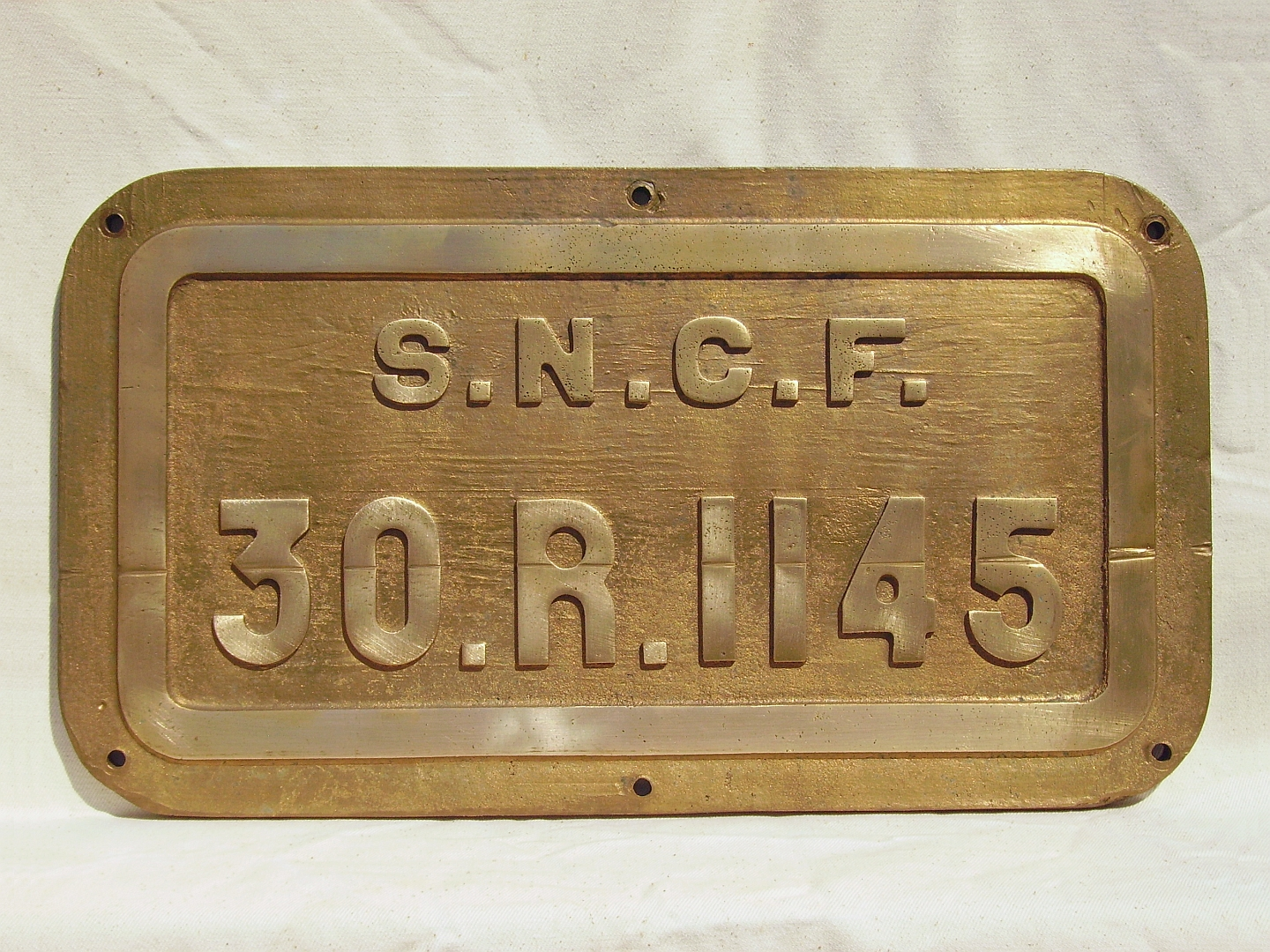
Plaque de tender 30 R. Elles étaient démunies de fenêtres d'affectation.